# Miantochora fontainei
Miantochora fontainei là một loài bướm đêm trong họ Geometridae.